# أسامة سيالة
أسامة سيالة هو سياسي ليبي شغل منصب وزير الاتصالات والمعلوماتية من نوفمبر 2012، إلى أغسطس 2014.
قدمه رئيس الوزراء علي زيدان في 30 أكتوبر 2012 ضمن تشكيل حكومته المُقترحة ووافق عليه المؤتمر الوطني العام في 31 أكتوبر 2012.

## التعليم
تحصل سيالة على درجة البكالوريوس من جامعة طرابلس عام 1999 في مجال هندسة الاتصالات.

## المناصب
- مارس 2015 - عضو مجلس إدارة محفظة ليبيا إفريقيا للاستثمار.[4]
- أكتوبر 2014- فبراير 2016 رئيس الهيئة العامة للاتصالات والمعلوماتية.[5]
- نوفمبر 2012 – أكتوبر 2014 وزير الاتصالات والمعلوماتية في الحكومة الليبية.